# A Sailor Moon fejezeteinek listája
A Sailor Moon–manga a méltán sikeres Sailor Moon-franchise legelső darabja volt, melyet Takeucsi Naoko írt és rajzolt. 1992 és 1997 között jelent meg a Kodansha kiadó kiadásában Japánban. Első kiadása 18 kötetes volt, melyek 52 fejezetre oszlottak. A 11. kötet mindenesetre nem volt szorosan a sztorivonalhoz köthető, ugyanis minitörténeteket mesélt el. 2003-ban újra kiadták az egész mangát, immár 12 kötetben, de 60 fejezetre osztva, valamint két külön kötetben kaptak helyet a minitörténetek. Készült még öt úgynevezett "artbook", melyekben művészi színes képek szerepeltek.
Az angol változat a TokyoPop gondozásában jelent meg, szinte azonnal a japán verzió után. Németországban az Egmont kiadó adta ki, Magyarországon azonban nem jelent meg, csupán rajongói fordítások léteznek.

## Mangatörténetek
A sztori öt fő szálra bontható: Sailor Moon, Dark Moon, Mugen, Yume, és Stars. Ezek egymással összefüggenek, de mindegyikben más-más ellenségek kaptak szerepet.

### Sailor Moon
A történet nagyban egybevág az anime első évadával, a harcosok és a Dark Kingdom közti küzdelmet dolgozza fel 13 fejezetben, de az utolsó már átfedésben van az új évaddal.
| Kötet | Fejezet  | Cím                                  |
| --- | -------- | ------------------------------------ |
| 1 | „Act 1”  | Usagi - Sailor Moon                  |
| Az anime első részével szinte megegyező cselekményben. Cukino Uszagi, a 14 éves átlagos diáklány egy nap Luna, a beszélő macska segítségével tudatára ébred annak, hogy ő Sailor Moon, a szeretet és az igazság harcosa. Hamarosan színre kell lépnie, amikor az ellenség, a Dark Kingdom akcióba lép a helyi ékszerüzletben. Bár Sailor Moon kezdetben nagyon ügyetlen, egy rejtélyes álarcos férfi, Tuxedo Mask a segítségére siet.                                                                                       |          |                                      |
| 1 | „Act 2”  | Ami - Sailor Mercury                 |
| Luna elmeséli Uszaginak a küldetését: meg kell találnia a rejtélyes Ezüstkristályt és a Hold elveszett hercegnőjét. Azonban addig van még mit fejlődnie, ezért Luna nekilát a harcostársak megkeresésének. Az első harcos, Sailor Mercury, színre lép, aki nem más, mint Ami Mizuno, a különleges intelligenciájú diák. |          |                                      |
| 1 | „Act 3”  | Rei - Sailor Mars                    |
| Miután az egyik buszjárat utasai rejtélyes módon sorra eltűnnek, Luna, Uszagi, és Ami a vonal mellett fekvő szentélybe mennek nyomozni. Hamarosan kiderül azonban, hogy a szentély fiatal papnője, Rei Hino valójában Sailor Mars. A Dark Kingdom ügynöke, Jadeite, elbukik a harc során. |          |                                      |
| 1 | „Act 4”  | Álarcosbál                           |
| A D királyság hercegnője a városba érkezik, s magával hozza a koronázási ékszereket. Mind a holdharcosok, mind a Dark Kingdom azt gyanítják, hogy az egyik kincs lehet az Ezüstkristály. Sailor Moon és Tuxedo Mask is megjelennek az ékszerek bemutatásán, ahol Nephrite, a második tábornok is felbukkan. |          |                                      |
| 1 | „Act 5”  | Makoto - Sailor Jupiter              |
| Egy lenyűgöző erejű lány, Kino Makoto érkezik a lányok iskolájába. Mindenki tart tőle, de Uszagival összebarátkoznak. Később kiderül róla, hogy ő Sailor Jupiter. Szükség is lesz a segítségére, mert egy menyasszonyi ruhákat árusító üzletben vert tanyát a gonosz. A harcok során a Dark Kingdom tábornoka, Nephrite elesik. |          |                                      |
| 1 | „Act 6”  | Tuxedo Mask                          |
| Sailor Moon lesz a holdharcosok csapatának vezetője. Hogy felvehessék a harcot a Dark Kingdommal szemben, kap egy holdsarló alakú varázspálcát. A gonosz, Zoisite vezetésével, most egy játékteremben próbál áldozatokat szedni. Az Álarcos Férfi és Sailor Moon rájönnek, valójában kicsoda is a másik. |          |                                      |
| 2 | „Act 7”  | Mamoru Chiba                         |
| Uszagi Mamoru lakásán tér magához, aki elmeséli neki küldetését. Metallia királynő is öntudatra ébred, és azt parancsolja, hogy szerezzék meg neki az Ezüstkristályt. Zoisite egy videotékában építi ki legújabb gonoszterve bázisát. Sailor Moon felveszi vele a harcot, de Zoisite legyőzésére csak egy új harcos, a hirtelen megjelent Sailor V képes. |          |                                      |
| 2 | „Act 8”  | Minako - Sailor V                    |
| Sailor V, azaz Sailor Venus úgy mutatkozik be, mint a keresett Holdhercegnő. Elárulja a lányoknak küldetésüket: a legfontosabb dolog az Ezüstkristály megszerzése. Mamoru és Uszagi lassan egymásba szeretnek. Kunzite, a Dark Kingdom utolsó tábornoka, sötétségbe borítja a várost. A harcosok csatába szállnak vele, s egyik erős csapását, amely Sailor Moon-ra irányul, az Álarcos Férfi fog fel. |          |                                      |
| 2 | „Act 9”  | Hercegnő                             |
| A csapás hatására az Álarcos Férfi emlékei visszatérnek: ő Endymion herceg. Sailor Moon-ról pedig váratlanul kiderül, hogy ő az igazi Holdhercegnő, könnyeiből pedig az Ezüstkristály is előbukkan. A Dark Kingdom tábornokairól kiderül, hogy Endymion csatlósai voltak, csak a gonosz a maga szolgálatába állította őket. Az ellenség a halott Álarcos Férfit elrabolja és a Dark Kingdom-ba hurcolja, hogy a saját oldalára állítsa.                                                                                     |          |                                      |
| 2 | „Act 10” | Hold                                 |
| A harcosok, erejüket felhasználva, a Holdra kerülnek. Itt Serenity királynő szelleme igazítja útba őket. Sailor Venus kihúz a földből egy kardot, amely képes végezni az ellenséggel. Kunzite emlékei kezdenek visszatérni, de Beryl megint agymosásnak veti alá. Ennek hatására ismét a harcosokra támad, de elbukik. Beryl királynő ezt követően visszaküldi a Földre az agymosott Endymiont, hogy végezzen a harcosokkal.                                                                                                |          |                                      |
| 2 | „Act 11” | Endymion                             |
| Uszagi megdöbbenve látja, hogy egy, Mamorura kísértetiesen hasonlító illető jelent meg a városban. Azonban nem úgy tűnik, mintha emlékezne a lányra. Az Álarcos Férfi később rajtaüt a lányokon és elveszi az Ezüstkristályt. Sailor Moon képtelen ellene harcolni. |          |                                      |
| 3 | „Act 12” | Metalia úrnő                         |
| Beryl királynő megmutatkozik, és felfedi céljait. A harcosok megküzdenek vele. Sailor Venus a kardja segítségével megöli őt. Ezután Sailor Moon és Venus egy örvénybe kerülnek, mely egyenesen az Északi-sarkra repíti őket. Sailor Moon itt kénytelen szembenézni Endymionnal, aki követeli tőle, mondja el neki, miért nem működik az Ezüstkristály. Metalia megjelenik, és szükség lenne a kő erejére, melyhez azonban kettejük energiájára van szükség. Mivel Endymion nem adja fel, Sailor Moon leszúrja őt a karddal. |          |                                      |
| 3 | „Act 13” | Újjászületés                         |
| Sailor Moon is feláldozza magát, mire az Ezüstkristály visszakapja erejét. Metalia lerohanja a Földet, amelyet beborít a sötétség. Endymiont és Sailor Moon-t körbeveszi a kristály ereje, aminek hatására magukhoz térnek, és közösen szállnak szembe Metaliával. |          |                                      |
| 3 | „Act 14” | Egy vég és egy kezdet - A kis idegen |
| Sailor Moon az Ezüstkristály erejével elpusztítja Metaliát, ám a harc erejében elveszíti az összes energiáját. Az emlékeit teljesen visszanyerő Endymion azonban visszahozza őt az életbe. Serenity királynő Sailor Moon-nak ad egy új brosst a régi helyett, amely teljesen tönkrement. Ezután mindenki visszakerül a Földre, és éli tovább normális életét. Egészen addig, amíg a csókolózó Mamoru és Uszagi fejére nem esik egy kislány az égből, aki magát szintén Uszaginak mondja, és az Ezüstkristályt követeli.     |          |                                      |

### Black Moon
Tíz fejezetet ölel fel a mangából, az anime második évadával nagyjából megfeleltethető, kisebb eltérésekkel.
| Kötet | Fejezet  | Cím                          |
| --- | -------- | ---------------------------- |
| 3 | „Act 15” | Behatolás - Sailor Mars      |
| A kislány, akit most már Csibiuszának neveznek, hipnotizálja Uszagi szüleit, hogy azt higgyék, hogy az ő kishúga. Időközben egy új ellenség, a Black Moon Clan jelenik meg a Földön. Az Ajakasi Nővérek első tagja, Koan kezdi meg az első hadműveletetet: a Fekete Hold mellé akarja állítani az embereket azzal, hogy félelmetes jövendőmondónak álcázza magát. Sailor Mars összecsap vele. A helyszínre érkező Sailor Moon és az Álarcos Férfi erejéből létrejön egy új holdjogar, amellyel könnyűszerrel legyőzik Koant. A győzelem után azonban megjelenik Rubin, a Fekete Hold egyik tagja, és elrabolja Sailor Mars-ot.                                |          |                              |
| 3 | „Act 16” | Emberrablás - Sailor Mercury |
| Csibiusza végignézi Sailor Mars elrablását, Uszagi pedig nekiront, amiért nem mond el nekik semmit. A kislány végül Mamorunál tölti az éjszakát, bánatosan. A második Ajakasi Nővér, Berthier kihívja egy sakkjátszmára Amit, mert tudja róla, hogy ő Sailor Mercury, és hogy nagyszerű játékos. Később összecsapnak, Sailor Moon legyőzi Berthiert, de Rubin elrabolja Sailor Mercury-t. |          |                              |
| 4 | „Act 17” | Titkolózás - Sailor Jupiter  |
| A harcosok rájönnek, hogy a Fekete Hold minden bizonnyal Csibiuszát akarja elfogni. A harmadik Ajakasi Nővér, Petz vihart bocsát a városra, majd minden embert megbetegít egy titokzatos vírussal. Sailor Jupiter összecsap vele, és bár győz, de Rubin végül őt is elrabolja. |          |                              |
| 4 | „Act 18” | Invázió - Sailor Venus       |
| Petz után hátramaradt egy fekete fülbevaló, amit Luna és Artemisz kielemeznek. Csibiusza azonban retteg a fekete kristályból készült kő látványától. Gyémánt herceg, tanácsadója, Wiseman segítségével eltökélte magát, hogy megszabadul Csibiuszától, mert csak így kaparinthatják meg a jövő Ezüstkristályát. Rubin azonban gyanút fog Wisemannel kapcsolatban. Az utolsó nővér, Calaveras is a Földre érkezik, hogy kódolt üzenettel uszítsa az embereket a holdharcosok ellen. Sailor Venus szembeszáll vele. Csibiusza ellopja az Ezüstkristályt, és Sailor Moon-nak gyorsan vissza kell szereznie, hogy szembeszálhasson Rubinnal.                      |          |                              |
| 4 | „Act 19” | Sailor Pluto                 |
| Csibiusza elárulja, hogy a jövőből érkezett. A többiek biztatására vissza szeretne térni a 30. századba, de csak Sailor Moon-ékkal. Az utazás során megállnak az idő kapujánál, amelyet Sailor Pluto őriz. Az ő feladata, hogy senki ne jusson át illetéktelenül az időn. A jövőben Smaragd és két szolgálója csapdába ejti a harcosokat, ám egy titokzatos férfi megmenti őket. |          |                              |
| 4 | „Act 20” | Kristály Tokió               |
| A rejtélyes férfiról kiderül, hogy ő Endymion király, az Álarcos Férfi jövőbeli megfelelője. A királynő, Csibiusza édesanyja pedig nem más, mint Sailor Moon. Elmeséli nekik, hogyan rohanta le a Fekete Hold, Gyémánt herceg vezetésével a Földet a jövőben. Csibiuszát megtámadja Smaragd, a segítségére érkező Sailor Moon azonban képtelen használni az erejét, mert az Ezüstkristály hatástalan a jövőben. A váratlanul felbukkanó Gyémánt herceg elrabolja Sailor Moon-t. |          |                              |
| 4 | „Act 21” | Bonyodalmak - Nemezis        |
| Gyémánt herceg a Nemezisre, a Fekete Hold főhadiszállására viszi Sailor Moon-t, ahol hercegnőnek öltözve, ereje nélkül ébred fel. Gyémánt erőszakkal akarja magát megszerettetni vele, de ellenáll. Rájön azonban, hogy itt ejtették foglyul a többi harcoslányt. Mindeközben Csibiusza csalódik Plutóban, és bánatában elindul az időben, de az időkulcs nélkül. Elvész a negyedik dimenzióban, ám Wiseman rátalál, és annak ígéretével, hogy segít neki megadni az erőt, amire mindig is vágyott, elcsalja magával. Az Álarcos Férfi utánaered, hogy megmentse.                                                                                             |          |                              |
| 5 | „Act 22” | Várakozások - Nemezis        |
| A Nemezisen Gyémánt herceg öccse, Zafír rátámad Sailor Moon-ra, aki jövőbeli énjétől hatalmas energiát kap. Megmenti harcostársait, és visszatér velük a Földre. Wiseman megöli az őt leleplező Rubint, majd egy rejtélyes nő árnya bukkan fel az időben, aki csapdába csalja az Álarcos Férfit. |          |                              |
| 5 | „Act 23” | Titkos tervek - Wiseman      |
| A holdharcosok Csibiusza és az Álarcos Férfi után erednek az időben. A Nemezis bolygó, Sailor Moon erejének köszönhetően háborogni kezd, ám a rejtélyes nő, aki Black Lady-ként mutatkozik be a meglepett Gyémántnak és Zafírnak, megmenti őket a veszélyes helyről, majd különleges fekete fülbevalók segítségével Wiseman engedelmes szolgájává teszi mindkettejüket. Black Lady, aki valójában nem más, mint Csibiusza, azt a feladatot kapja Wiseman-től, hogy szerezze meg mindkét Ezüstkristályt. El is megy érte a kristálypalotába, ám Sailor Moon és a többiek útját állják.                                                                         |          |                              |
| 5 | „Act 24” | Támadás - Black Lady         |
| Black Lady a saját oldalára állította az Álarcos Férfit, akit arra kényszerít, hogy támadja meg Sailor Moon-t. Egyben egy második fekete kristályt telepít a bolygóra, hogy célját könnyebben elérje. Sailor Moon szembeszáll Wiseman-nel, majd nem sokkal később Gyémánt herceg is, aki kénytelen a még mindig gonosz varázslat hatása alatt álló Zafírt megölni. Döbbenten látják azonban, hogy Wiseman teste csak egy álca, a gonosz Death Phantomnak, azaz magának a Nemezisnek a földi külseje. Miközben összecsapnak, erőért fohászkodik, ám Gyémánt herceg megszerzi mindkét Ezüstkristályt. Együttes jelenlétük azonban a Föld pusztulását okozhatja. |          |                              |
| 5 | „Act 25” | Összecsapás - Death Phantom  |
| A váratlanul megjelenő Sailor Pluto megállítja az időt, ami azzal jár, hogy feláldozza a saját életét is. Elveszik az Ezüstkristályokat Gyémánt hercegtől. Egyetlen barátjának halálát látva Black Lady elsírja magát, amitől visszaváltozik Csibiuszává, egyben holdharcossá válik, Sailor Chibi Moon-ná. Az Álarcos Férfi is megszabadul a varázs alól, és Sailor Moon-nal közösen végeznek Gyémánt herceggel. A Nemezis azonban hirtelen beszippantja Sailor Moon-t és az Álarcos Férfit. |          |                              |
| 5 | „Act 26” | Helyreállítás - Végtelenség  |
| Serenity királynő magához tér, és saját jogarával elküldi Chibi Moon-t, hogy mentse meg Sailor Moon-t. Közös erejükkel megsemmisítik a Nemezist. A csata végén Serenity királynő egy új jogart adományoz Sailor Moon-nak, majd személyesen is megköszöni a segítséget. Csibiuszának vissza kell térnie a jövőbe, de mielőtt elmenne, ad egy új holdjogart Uszaginak. Nem sokáig kell mellőzniük társaságát: alig néhány perc múlva visszatér a jövőből, szülei ugyanis azt szeretnék, ha a múltban tanulná meg, hogyan legyen jó holdharcos. |          |                              |

### Mugen (Infinity)
Az anime harmadik évadának feleltethető meg, kisebb eltérésekkel, összesen tíz fejezetben.
| Kötet | Fejezet  | Cím                                      |
| --- | -------- | ---------------------------------------- |
| 6 | „Act 27” | Mugen 1 - Megérzések                     |
| A sötétségből egy új gonosz ébred: Pharaoh 90 megparancsolja titokzatos követőjének, hogy a Taioron kristály segítségével induljon és teljesítse be a világ pusztulásával járó küldetésüket. Mamoru és Rei rémálmokat látnak a közelgő szörnyűségekről, mindeközben az elit Mugen Gakuen iskola tanulóit egy szörny támadja meg, s maguk a diákok is szörnyekké válnak. Összetalálkoznak a lányok az iskola két tanulójával: a maszkulin felépítésű autóversenyző Harukával és a tehetséges hegedűjátékos Micsiruval. Később egy szörnnyel kell szembeszállniuk, ami arra enged következtetni, hogy a Mugen Gakuen iskolának köze lehet a történtekhez. A harcosok el is mennek megvizsgálni a terepet, de Uszagi hiába is próbál álruhában bejutni az épületbe, Haruka és Micsiru feltartják, mert szerintük túl veszélyes. Csibiusza vidámparkba megy, ahol a kalapját elfújja a szél. Keresése közben egy súlyosan beteg lánnyal találkozik, akinek segíteni szeretne, de a lány azt mondja, menjen el gyorsan. |          |                                          |
| 6 | „Act 2”  | Mugen 2 - Visszaverődések                |
| Sailor Moon és Sailor Chibi Moon felveszik a harcot egy szörnnyel, aki a rejtélyes lányra támad. Miután legyőzték, két furcsa alakot látnak a helyszínről távozni, akik holdharcosoknak látszanak. Csibiusza megsérül, ám a lány, aki Tomoe Hotaruként mutatkozik be, bámulatos módon meggyógyítja őt. Aztán arra kéri őket, hogy mielőtt távozzanak, különben elkapják őket. Később kiderül róla, hogy ő Tomoe professzornak, a Mugen Gakuen iskola alapítójának a lánya, akivel egyedül él, mióta az édesanyja meghalt egy balesetben. A professzor asszisztense, Kaolinite próbál róla gondoskodni. Róla később kiderül, hogy Pharaoh 90 szolgálója is egyben, akit most, hogy a harcoslányok felbukkantak, az a küldetés vezérel, hogy megtalálja a három talizmánt, melyek segítségével elhozhatja a Földre a pusztulás szellemét. Csibiusza szeretne összebarátkozni Hotaruval, eközben Mamoru és Uszagi egymástól függetlenül találkoznak Micsiruval és Harukával, akiket megpróbálnak kifaggatni céljaikról, sikertelenül. Rei születésnapja közelít, amit a hegyekben szeretnének megünnepelni. Ott azonban már a Mugen Gakuen iskola egyik álruhás oktatója, Eudial vette át az irányítást, és az agymosott növendékekkel a harcosokra támad. Legyőzik, ám ekkor meg kell ismerkedniük egy új gonosszal, a Death Busters csapatával. Mindeközben a két titokzatos harcos újra megjelenik. |          |                                          |
| 6 | „Act 29” | Mugen 3 - Két új harcos                  |
| Sailor Moon a titokzatos harcosok nyomába ered, de ők azt mondják, hogy hagyják őket békén, mert túl veszélyes lenne közbeavatkozniuk. Később a harcosok álmukban ugyanazt a képet látják: a két harcos azt mondja nekik, hogy meg kell találniuk a három talizmánt, hogy megakadályozzák a világ pusztulását. Nem egyértelmű azonban, hogy ők barátok vagy ellenségek. Haruka jegyet ad Uszaginak Micsiru esti hegedűkoncertjére, amely a Mugen Gakuen iskolában lesz, a híres Mimi Hanyuu koncertjével megegyező helyen. Mimiről kiderül, hogy ő valójában Mimete, és a Death Bustersnek dolgozik. Csibiusza közben meglátogatja Hotarut, aki meginvitálja őt az otthonába. Ott ismét rosszul lesz, de Csibiusza meggyógyítja őt a saját Ezüstkristályával, bár ezzel felfedi egyik titkát. Hotaru szerint a szörnyek az apja laboratóriumából jöhetnek, bár szerinte Tomoe professzor nem rossz ember. Csibiuszát Micsiru viszi haza helikopterrel, és közben megpróbálja megtudni, hogy miről beszélgettek. Az is kiderül, hogy az ő tükre az egyik keresett talizmán. Időközben a koncerten Sailor Venus egyedül száll szembe Mimete-tel, aki Kaolinite-tól kér segítséget. A harcosok komoly veszélybe kerülnek, ám a két rejtélyes harcos, akik Sailor Neptune és Sailor Uranus néven mutatkoznak be, könnyedén elbánnak velük.                                                              |          |                                          |
| 6 | „Act 30” | Mugen 4 - Sailor Uranus & Sailor Neptune |
| Uranus és Neptune közlik a megdöbbent harcosokkal, hogy bár céljaik alapvetően közösek, ők nem szövetségesek, ezért ne keresztezzék egymás útját. Luna később elmeséli a harcosoknak, hogy Uranus, Neptune, és Pluto három olyan harcos, akiknek régen az Ezüst Millennium külső ellenségektől való védelmezése volt a feladata. A Death Busters valószínűleg a Naprendszeren kívülről érkező fenyegetés, ezért kellett a harcosoknak újjászületniük. Szó esik még egy rejtélyes Szent Grálról is, amelyet a jövőben Neo-Queen Serenity gyakran használt, amikor valami jót akart tenni. Mamoru és Uszagi között feszült lesz a helyzet Haruka és Micsiru miatt, de végül kibékülnek. Ami találkozik egyik vetélytársával, a nála is jobb eredményeket elérő Yuival, aki a Mugen Gakuen iskolába invitálja őt egy bemutatóra. Yuiról azonban kiderül, hogy ő valójában Viluy, a Death Busters egyik tagja, akivel kénytelen összecsapni. A harcosok idejében érkeznek, Sailor Uranus pedig egy karddal, amelyről kiderül, hogy a második talizmán, végez Viluyjal. A városban hamarosan egy új diák, a rejtélyes Meió Szecuna bukkan fel... |          |                                          |
| 7 | „Act 31” | Mugen 5 - Sailor Pluto                   |
| Szecuna a Mugen Gakuen iskola furcsaságait elemzi az egyetemen. Kaolinite beszámol Tomoe professzornak eredménytelenségükről, aki még mindig azt szeretné, ha a Taioron kristályt mielőbb feltölthetnék energiával. Pharaoh 90 szemet vet Sailor Moon különleges erejére, és azt kéri, szerezzék meg neki. Erre a feladatra Tellu, a Death Busters utolsó életben maradt tagja vállalkozik. Csibiusza az agyagból készült Szent Grálját Hotarunak szeretné ajándékozni. A kertészetben Makotónak gyanús lesz, hogy egy újonnan nemesített virágok furcsa módon nőnek. Miután Uszagi rájön, hogy Tomoe professzor lánya Hotaru, elkezd komolyan aggódni. Ráadásul furcsán is kezd el viselkedni a lány: olyan, mintha valaki lenne benne, aki meg akarja kaparintani az Ezüstkristályt. Uszagi elkezdi követni Micsirut és Harukát, ám mindhármójukon rajtaüt Tellu. A veszély kellős közepén Szecuna újjászületik, mint Sailor Pluto, és támadásával legyőzi Tellut. |          |                                          |
| 7 | „Act 32” | Mugen 6 - Három harcos                   |
| Sailor Pluto elmondja, hogy Neo-Queen Serenity támasztotta fel őt, hogy beteljesíthesse feladatát. Sailor Chibi Moon örül, hogy viszontláthatja halottnak hitt barátját. Sailor Moon Serenity hercegnővé változik, a három külső holdharcos pedig hódolatát fejezi ki előtte. Bocsánatot kérnek viselkedésükért, majd elmondják, hogy azért iratkoztak be a Mugen Gakuen iskolába, hogy zavartalanul nyomozhassanak. A további együttműködést azonban elutasítják, mert a három talizmán segítségével akarják elpusztítani a pusztítás istenét. Fény derül Tomoe professzor titokzatos múltjára is. Kaolinite Cyprine-t bízza meg a feladattal, hogy szerezze meg az Ezüstkristály erejét, ugyanis a Taioron kristály halványodni kezdett. Csibiusza moziba megy, és Hotarut is magával hívja, ám a lány késik, ezért a laboratóriumba megy érte. Ott végül rájön, hogy Hotaru egy kiborg, és ettől rettenetesen megijed. Közben Cyprine és saját maga gyártotta klónja, Ptilol, összecsap a harcosokkal, de erejük nem elegendő. Sailor Moon, Chibi Moon, és az Álarcos Férfi fohászából azonban váratlanul megjelenik a Szent Grál. |          |                                          |
| 7 | „Act 33” | Mugen 7 - Super Sailor Moon              |
| A három talizmán (a harmadik Szecunánál van, a botja végén) kölcsönhatásba lép a Szent Grállal, amely Sailor Moon számára természetfeletti erőt ad. Megmutatkozik a Hotaruban lakó gonosz lény, aki Pharaoh 90-től követeli az Ezüstkristályt. A három külső holdharcos elárulja a többieknek, hogy a három talizmán képes arra, hogy megidézze a pusztítás harcosának, sailor Saturnnak a fegyverét. Ez a fegyver volt az, amely annak idején véget vetett az Ezüst Millennium agóniájának, és a földdel tette egyenlővé a haldokló királyságot. Sailor Saturn is újjászületett, méghozzá Hotaru testében. A külső holdharcosok szerint viszont ennek nem lett volna szabad megtörténnie, ezért meg kell őt ölniük, különben vége a világnak. Sailor Moon és Chibi Moon ezt nem akarják tudomásul venni. Csibiusza Hotaruhoz rohan, aki a laborban fekszik, hamarosan megérkezik azonban Tomoe professzor és Kaolinite, s megszerzik tőle az Ezüstkristályt. A Hotaruban lakó gonosz pedig az erő hatására felébred. |          |                                          |
| 7 | „Act 34” | Mugen 8 - Labirintus 1                   |
| Csibiusza élet és halál között lebegve fekszik a kórházban. A három külső holdharcos eltökélte magát, hogy végez Hotaruval, Uszagi azonban nem akarja, hogy végezzenek vele. Hotaruban ugyanis nem Sailor Saturn, hanem Pharaoh 90 főpapnője, Mistress 9 ébredt fel. Kaolinite megidézi a legyőzött Death Busters-tagok szellemét, és sgeítségükkel készül fel az új összecsapásra. A harcosok a Mugen Gakuenbe mennek, ahol mindegyik holdharcos találkozik egy-egy feltámasztott Death Busters-taggal, akik víziókkal próbálják meg őket eltántorítani a harctól. Sailor Moon is egy illúzió rabja lesz, melyből az Álarcos Férfi szabadítja meg. A külső holdharcosok megpróbálnak áthatolni az iskolát körbevevő dzsungelen, de nehezen haladnak. Végül rájönnek, hogy a varázst csak közös erővel törhetik meg, mire megjelenik Kaolinite, akivel Sailor Moon végez. Mistress 9 eközben elnyeli az Ezüstkristály erejét. |          |                                          |
| 7 | „Act 35” | Mugen 9 - Labirintus 2                   |
| Mistress 9 ereje hihetetlenül megnő, és most már készen áll arra, hogy Pharaoh 90-et a Földre hozva elkezdje a pusztítást. Csibiusza egyre rosszabb állapotba kerül. Hotaru magához tér, és felveszi a harcot a benne lakó Mistress 9-cel. Tomoe professzor felfedi valódi céljait, és Hotaru is szomorúan látja, hogy apja megőrült. A benne lakó Germatoid átalakítja a testét és felveszi a küzdelmet a külső holdharcosokkal, akik végeznek vele. Sailor Moon elveszíti természetfeletti erejét, Mistress 9 azonban minden eddiginél erősebb lesz. |          |                                          |
| 8 | „Act 36” | Mugen 10 - Az égbolt                     |
| Miközben Mistress 9 megkezdi Pharaoh 90 megidézését, a Mugen Gakuen épületei elkezdenek összedőlni. Megpróbálja elhagyni emberi gazdatestét, de Hotaru nem engedi. Ezért megpróbálja a belső holdharcosok erejét elnyelni, de ez sem sikerül neki. Hotaru életre kel, mint Sailor Saturn, aki visszaadja Csibiuszának az életerejét, majd megkéri, hogy jöjjön segíteni nekik. Mistress 9 végre kiszabadul, mint egy rettenetes szörny, de a helyszínre érkező Sailor Chibi Moon és Sailor Moon közösen, a Szent Grált használva, felveszik vele a harcot. |          |                                          |
| 8 | „Act 37” | Mugen 11 - Ítélet                        |
| Sailor Moon-ék fellépése hatástalannak tűnik. Pharaoh 90 megjelenik a Földön, ám a három talizmán életre kelti Sailor Saturn-t. Ő a fegyverével legyőzi Mistress 9-t. Sailor Moon saját erejéből megidézi a Szent Grált, és eltűnik, hogy egyedül szálljon szembe a gonosszal. Saturn szembeszáll a gonosszal, de ez a világ végét jelentheti. |          |                                          |
| 8 | „Act 38” | Egy új kaland                            |
| Sailor Saturn elpusztíthatja a gonoszt, de csak saját élete árán. Sailor Pluto bezárja az időkaput, hogy ne jöhessen át több ellenség, majd Saturn elindul a harcba, s végez Pharaoh 90-nel. Sailor Moon, Neo-Queen Serenity formájában azonban végül képes arra, hogy minden pusztítást helyrehozzon. Hotaru csecsemőként újjászületik, akit a három külső holdharcos gondjaira bíznak. Ezután elutaznak messzire, a lányok pedig folytatják megszokott életüket. Örülnek, mert mindegyiküket ugyanabba az iskolába vették fel. Csibiusza készen áll, hogy visszatérjen a jövőbe. Ám még mielőtt ezt megtehetné, egy napfogyatkozás látványa igézi meg a várost, s közben Uszagi, Csibiusza (és egy pillanatra Mamoru is) maguk előtt látnak egy fehér szárnyas lovat, aki a segítségüket kéri. |          |                                          |

### Yume (Dream)
Az anime negyedik évadának megfeleltethető a történetvezetés, azonban itt már jelentős különbségek figyelhetőek meg a kettő között.
| Kötet | Fejezet  | Cím                          |
| --- | -------- | ---------------------------- |
| 8 | „Act 39” | Yume 1 - Napfogyatkozás      |
| Uszagi irigyli Csibiuszát, hogy kicsiként annyi mindent megtehet. Ő pedig fordítva irigykedik Uszagira, hogy milyen szép. Éjjel ismét a lóval, Pegazussal álmodik. Mamoru súlyos beteg lesz, a városba pedig egy új cirkusz, a Dead Moon Circus érkezik, láthatólag gonosz tervekkel. Vezetőjük, Cirkónia parancsba adja az amazon kvartettnek, hogy kapják el Pegazust. Sailor Moon és Chibi Moon meg akarnak küzdeni velük, de nem járnak sikerrel: a Szent Grál hatástalan marad. Végül Pegazustól kapnak új erőt. Cirkónia nem örül a sikertelenségnek, ahogy a cirkusz mögött álló Nehellénia királynő sem. Az amazonok ezért saját háziállataikat: Tigrisszemet, Halszemet, és Sólyomszemet változtatják emberekké, hogy cselekedjenek helyettük. Az egyik amazon, PallaPalla, varázslat hatására beteljesíti Uszagi és Csibiusza álmait, és életkoruk felcserélődik. |          |                              |
| 9 | „Act 40” | Yume 2 - Mercury álom        |
| Mamorunál az orvosok kimutatnak egy rejtélyes sötét foltot a tüdején. Uszagi hozzá megy haza, Csibiusza pedig a Luna P segítségével hipnotizálja a családot, hogy ne tűnjön fel nekik az életkorcsere. Megjelenik előtte Héliosz, aki nem hajlandó elárulni valódi kilétét, csak annyit kér, hogy segítsenek neki megtalálni az Aranykristályt. Ugyanekkor a beteg Mamoru előtt is megmutatkozik. Közben a Dead Moon Circus célpontként szemeli ki Amit. Halszem önként vállalkozik arra, hogy akcióba lép. Ami vesz egy halat, ami arra emlékezteti, amelyet az édesapjától kapott képeslapon látott. A hal azonban nem más, mint Halszem, és borzalmas víziókat bocsát Amira. Ő azonban kiállja a próbát, és új erejével harcba száll. Uszagi és Csibiusza megpróbálnak átváltozni, ami sikerül is: megtörik a varázst. Halszemmel sikeresen végeznek, Csibiusza azonban úgy érzi, nem ő az a csodálatos lány, akit Héliosz keresett, hanem Sailor Moon. |          |                              |
| 9 | „Act 41” | Yume 3 - Mars álom           |
| Csibiusza előtt megjelenik Héliosz, és megnyugtatja őt, hogy ő az, akit mindig is keresett. Róla kiderül, hogy testét valójában Nehellénia és a Dead Moon Circus tartják fogva. Rei és barátnői az álmaikról beszélgetnek - ő papnő szeretne maradni a szentélyben, de kissé elbizonytalanodik, hogy helyesen dönt-e. Este elmennek a Dead Moon Circus előadására, Rei azonban egy tükörteremben csapdába esik, és elkülönül a többiektől. Tigrisszem próbálja őt megkörnyékezni, ami nem sikerül neki - igaz, átváltozni sem képes. Két őrzője, a varjú alakjában a szentélyt vigyázó Phobos és Deimos mentik őt meg, és emberi formában új erőt adnak neki. Tüzes nyilával elpusztítja Tigrisszemet. |          |                              |
| 9 | „Act 42” | Yume 4 - Jupiter álom        |
| Csibiusza Hélioszról ábrándozik, és elindul Makotóhoz, hogy meséljen neki róla. A dead Moon Circus néhány céljára fény derül: Héliosz anyavilágát, az Elysiont már lerohanta, és most az Ezüstkristályt akarja megszerezni, hogy a Föld is az övé lehessen. Mamoru súlyos betegen fekszik otthon, a hozzá látogató Uszagit azonban igyekszik megnyugtatni, hogy semmi baja nem lesz. Csibiusza és Makoto főzéshez készülnek, amihez bevásárolnak. A boltban Sólyomszem eladónak álcázza magát, aki úgynevezett amazonköveket ad nekik ajándékba, amely állítólag segít álmaik megvalósításában. Csibiusza az övét elviszi Mamoruhoz, aki nagyon gyanúsnak találja azt. Makoto azonban megtartja azt, másnap pedig visszamegy Sólyomszemhez, és mindent elmond az álmairól, és arról, hogy holdharcosként nem tudja őket megvalósítani. Későn jön rá, hogy elszólta magát, VesVes és PallaPalla pedig varázslattal rátámadnak a semmiből. Új erőt nyer azonban, amellyel elpusztítja Sólyomszemet. majd Sailor Moon és Chibi Moon kíséretében Mamoru lakására rohannak, ahol leküzdik az ottani szörnyeket is. Szembesülnek azonban azzal, hogy Pegazus megsérült, Mamoru pedig fekete vért köhög fel. |          |                              |
| 9 | „Act 43” | Yume 5 - Venus álom          |
| Pegazus Héliosszá változik, és elmondja, hogy ő nem más, mint Elysion főpapja, egy világé, mely a földi emberek álmából jött létre. Elysion, Héliosz, és Mamoru azonos spirituális hullámhosszon vannak, Mamoru egészsége azért romlott meg ennyire, mert a Dead Moon Circus átkot bocsátott Elysionra. Nehelléniának azért is kell az Ezüstkristály, hogy az álmok lerombolásával a rémálmot hozza el a Földre. Emellett, mint mondja, meg kell találni az Aranykristályt is. Minako, egyedüliként a harcosok közül, még nem kapott új képességeket, ami frusztrálja őt. Az amazon kvartett rájön erre, és két lényt idéznek meg, hogy elszórakozzanak vele. Elhívják egy énekes meghallgatásra, és bár rájön, hogy ez csapda, de mégis elmegy. Ott kiderül, hogy a dolog már tulajdonképpen a túlélésről szól, mert a résztvevőknek egy dzsungelen átvágva kell gyerekeket megmenteniük. Minako sikeresen teljesíti a próbát, de kiderül, hogy a gyerekek is csak szörnyek, VesVes pedig hipnotizálja őt, de Artemis megtöri a varázst. Kétségbeesett igyekezetében azonban lezuhan a magasból. |          |                              |
| 9 | „Act 44” | Yume 6 - Az új harcosok álma |
| Haruka és Micsiru ismét felbukkannak a városban. Ők, Szecuna és Hotaru együtt élnek már több, mint hat hónapja. Hotaru azóta szédítő sebességgel nő és villámgyorsan tanul. Mind a négyen elveszítették azonban harcosi erejüket. Sailor Saturn azonban megjelenik Hotaru előtt, és visszaadja erejét. Saturn ezután Haruka, Micsiru, és Szecuna számára is elmondja, hogy eljött az idő, majd visszaadja erejüket. Mindeközben Minako sikeresen megmenti Artemist, majd ő is sikeresen átváltozik. Megöli a szörnyeket, az amazonok azonban mind őt, mind a segítségére siető harcoslányokat csapdába csalják. A külső holdharcosok azonban időben érkeznek és megmentik őket. Uszagi is kezd Mamoruhoz hasonlóan beteg lenni, de nem érdekli őt. |          |                              |
| 10 | „Act 45” | Yume 7 - Tükör álom          |
| A harcosok elindulnak a Dead Moon Circus felé, ahol azonban Cirkónia varázslatot bocsát rájuk s kisgyermekké változtatja őket. Saturn közben az amazon kvartettet kéri meg, hogy mutassák meg valódi énjüket, különben meghalnak. Cirkónia azonban elzárja őket, majd bebörtönzi tükörszilánkokba Saturnt és Chibi Moont is. Mindketten Nehellénia elé kerülnek. |          |                              |
| 10 | „Act 46” | Yume 8 - Elysion álom        |
| Héliosz az Elysionra viszi Mamorut és Uszagit, s megtöri a varázst, ami rájuk szállt. Elárulja, hogy Elysion volt az a királyság, ahol egykor Mamoru szülei uralkodtak. Az Aranykristályt őrző varázst (amely valószínűleg Mamoru testében található), csak Princess Lady Serenity törheti meg, aki nem más, mint Csibiusza jövőbeli, felnőtt formájának megtestesülése. Nehellénia váratlanul nyomukra lel, s ezért fel kell venniük a harcot a cirkusszal a Földön. Hosszas küzdelmek után Cirkónia halálos csapást mér Sailor Moon-ra és az Álarcos Férfira. |          |                              |
| 10 | „Act 47” | Yume 9 - Hold álom           |
| Cirkónia támadásáról kiderül, hogy csak víziók, álomképek sokasága. Visszavonul egy tükörbe, ahová csak Sailor Moon tudja követni. Odaát megküzd Nehelléniával, majd megmenti Saturnt és Chibi Moon-t. Saturn magához veszi az amazon kvartettet csapdában tartó köveket. A Dead Moon Circus visszavonul, de nem akárhová: az Elysionra. |          |                              |
| 10 | „Act 48” | Yume 10 - Hercegnő álom      |
| Nehellénia felfedi motivációit: a múltban az Ezüst Millennium királysága sérelmeket okozott neki s az is börtönözte be őt. Célja, hogy a trónörökös sose foglalhassa el trónját. Megszerzi az Ezüstkristályt, amitől Sailor Moon elveszti erejét. Az Álarcos Férfi, a többi harcos, valamint az emebri formát felvett macskák azonban új erőt adnak neki, s Eternal Sailor Moon-ná változik. Sailor Moon erejét bevetve szembeszáll Nehelléniával. Chibi Moon magához téríti az élettelennek tűnő Hélioszt, az Aranykristály pedig végre megmutatkozhat. Az Álarcos Férfi és Sailor Moon királyi és királynői külsőt vesznek fel, Saturn pedig magához téríti az amazon kvartettet, akik nem mások, mint a Sailor Quartet, Csibiusza jövőbeli harcosai. Együttes erejükkel leszámolnak Nehelléniával, majd a kvartett visszatér álmába, hogy felébredjenek, amikor tényleg eljön az ideje. |          |                              |
| 10 | „Act 49” | Yume 11 - Föld és Hold álom  |
| Sailor Moon erejét bevetve szembeszáll Nehelléniával. Chibi Moon magához téríti az élettelennek tűnő Hélioszt, az Aranykristály pedig végre megmutatkozhat. Az Álarcos Férfi és Sailor Moon királyi és királynői külsőt vesznek fel, Saturn pedig magához téríti az amazon kvartettet, akik nem mások, mint a Sailor Quartet, Csibiusza jövőbeli harcosai. Együttes erejükkel leszámolnak Nehelléniával, majd a kvartett visszatér álmába, hogy felébredjenek, amikor tényleg eljön az ideje. |          |                              |

### Stars
Nagyjából az anime ötödik évadának feleltethető meg, ám mivel a manga később készült el, ezért itt már jelentős különbségek figyelhetőek meg: hiányzó vagy teljesen másként szereplő karakterek, a végén pedig teljesen eltérő történet és befejezés.
| Kötet | Fejezet  | Cím      |
| --- | -------- | -------- |
| 11 | „Act 50” | Stars 1  |
| Mamoru Amerikába utazik, hogy ott folytassa tanulmányait egy ideig. Átad egy gyűrűt Uszaginak, mielőtt távozna, ám hirtelen a semmiből egy ellenség jelenik meg és villámgyorsan elrabolja Mamoru aranykristályát. Uszagi ezt látva elájul, és a híres Three Lights együttes egyik tagja, Seiya kapja őt el. Másnap az ágyában ébred, és a többiek láthatólag nem tudnak semmit az egészről, s ő sem mondja el, mit látott. Csibiusza visszatér a jövőbe, mert látni szeretné a szüleit. A lányok elmennek a Three Lights koncertjére, ahol Micsiru az egyik vendégművész. Itt egy új ellenség, Sailor Iron Mouse támad rájuk, aki bizonyos Star Seed-eket keres, s úgy tudja, a helyszínen tíz is van. A harcosok nem tudják felvenni vele a versenyt, de három rejtélyes harcosnő végez vele, majd villámgyorsan elhagyják a helyszínt. |          |          |
| 11 | „Act 51” | Stars 2  |
| Uszagi nem hiszi el, hogy valóság, amit látott, és várja, hogy Mamoru írjon neki. Mindeközben az égből esernyővel ereszkedik alá egy pici kislány, akit véletlenszerűen elneveznek CsibiCsibinek. Közben a harcoslányok összegyűlnek, hogy megvitassák a történteket. érdekli őket, honnan tud az ellenség az identitásukról, és hogy a Three Lights-nak vajon mi köze lehet a dolgokhoz. Mikor Uszagi hazamegy, meglepetten látja, hogy mindenki azt hiszi, CsibiCsibi az ő kistestvére. Arra gyanakszik, hogy vagy az ő második lánya, vagy Csibiuszáé. A gyermeknél van egy különös formájú füstölő is, amit mindig magánál hord. Másnap a harcoslányok, Haruka határozott ellenzése ellenére elmennek a Three Lights koncertjére, akik éppen most próbálnak beilleszkedni az iskolába. Dalaikkal állítólag az üzenetüket szeretnék valakinek eljuttatni. A helyszínen Sailor Aluminum Seiren támad a harcosokra, aki saját bevallása szerint valaha szintén harcos volt. Elveszi Sailor Mercury és Jupiter Star Seed-jeit, akik ezután eltűnnek. Ám váratlanul a Three Lights tagjai átváltoznak: ők a Sailor Starlights, akik szembeszállnak Sailor Aluminum Seiren-nel, majd megölik őt. |          |          |
| 11 | „Act 52” | Stars 3  |
| A Sailor Starlights felfedi a szörnyű igazságot: Mercury és Jupiter halottak, az ellenség megkaparintotta a Star Seed-jüket. A közös ellenségük Sailor Galaxia és a Shadow Galactica. Sailor Uranus nem bízik az idegenekben, és meg akar velük küzdeni. Rei és Minako eltökélik magukat, hogy megmentik bajtársaikat. Uszagi továbbra is aggódik Mamoru miatt, de Seiya és a többiek felfedik, hogy őt valószínűleg hasonlóképpen ölte meg Sailor Galaxia. Sailor Venus és Mars megkísérel szóba elegyedni a Starlights-okkal. Időközben a szentélyben egy új ellenség, Sailor Lead Crow támad Phobosra és Deimosra. |          |          |
| 11 | „Act 53” | Stars 4  |
| Sailor Lead Crow elveszi Phobos és Deimos Star Seed-jét. Sailor Mars nem tudja őket megmenteni, de Venusszal együtt harcba száll. Végül Sailor Moon végez Lead Crow-val, ám váratlanul megjelenik Galaxia, és elveszi Mars és Venus Star Seed-jét. Mindeközben a jövőben furcsa események történnek, ezért Csibiusza úgy dönt, visszamegy a huszadik századba, hogy elejét vegye a történelem megváltozásának. Neo-Queen Serenity azonban nem engedi, helyette Diana tér vissza. A múltban pedig Uszaginak elmeséli a Three Lights, hogy Galaxia bolygóról bolygóra ugyanezt csinálja a galaxisban, hogy övé lehessen a világuralom. Az ő bolygójukkal is ez történt, hercegnőjük azonban idejében elmenekült, s most őt keresik a Földön. CsibiCsibi füstölőjének illata azonban valamire emlékezteti őket. Másnap az iskolában új cserediák, Nyanko Szuzu érkezik az osztályba, aki gyanúsan viselkedik. A három külső holdharcos, miközben nyomozásba kezd, Galaxia áldozatául esik. A Three Lights el akarja venni CsibiCsibi füstölőjét, de döbbenten látják, hogy hercegnőjük, akit mindig is kerestek, végig benne rejtőzött.                                                           |          |          |
| 11 | „Act 54” | Stars 5  |
| A Three Lights döbbenten áll hercegnőjük előtt, de ami még meglepőbb számukra, CsibiCsibi is harcos, méghozzá Sailor Chibi Chibi Moon. Közben a cserediákról kideríti Luna és Artemis, hogy valójában ellenség, Sailor Tin Nyanko. Ráadásul ők hárman valaha egy bolygón, a Maun laktak. A harcosok közös erővel megmentik őket, és Kakjú hercegnő is megjelenik. Legyőzik Tin Nyankót, majd elmeséli a hercegnő a történetüket. Valószínűnek tartja, hogy Galaxiának az Ezüstkristályra fáj a foga, mely a legerősebb kristály a galaxisban. Uszagi megpróbálja kivallatni CsibiCsibi-t, ki is ő valójában, de váratlanul megjelenik Sailor Galaxia, és rátámad. |          |          |
| 12 | „Act 55” | Stars 6  |
| Galaxia megkezdi invázióját a Föld ellen. Sailor Moon megpróbálja megidézni a Szent Grált, sikertelenül. CsibiCsibi egy váratlan mozdulata azonban megidézi azt, és a város megmenekül. Majd bepillantást nyerhetünk Galaxia múltjába, aki egy napon tudomást szerez róla - a Death Phantom alakjában mutatkozó Káosz által - , hogy hol van minden csillag szülőhelye: a Sagittarius Zero Star mellett. Egy hang pedig oda szólítja őt... A következő pillanatban már a jelenben vagyunk, ahol Galaxia végez Sailor Tin Nyankóval is. Uszagi közben rájön, hogy a Sagittarius zero Star mellett található hely a Galaxy Cauldron, ahol a csillagok születnek és meghalnak. Onnan kell megmentenie barátait. A Starlights, CsibiCsibi és a hercegnő segítségével elmegy megkeresni a külső holdharcosokat, de nem találja őket. Mindössze Saturn és Pluto halálát tudja végignézni, ami arra bátorítja őt, hogy menjen a Galaxy Cauldronhoz. |          |          |
| 12 | „Act 56” | Stars 7  |
| A megmaradt harcosok a Sagittarius Zero Star felé veszik az irányt, ahol Galaxia főhadiszállása lehet. Ott áthaladnak egy kapun, ahol Sailor Lethe vezeti őket egy látszólag sivatagos világba, mely azonban hamarosan vízzel teli lesz. Sailor Moon elszakad a többiektől, Sailor Lethe pedig igyekszik megtörni őt. Megöli Lunát, Artemist és Dianát. Eközben a jövőben Csibiusza látja, mi történik a többiekkel, s eltökéli magát, hogy elindul segíteni nekik. Vele tart segítségül a Sailor Quartet is. Közben Lethe és Sailor Moon összecsapnak, s az utóbbi súlyosan megsérül. Váratlanul megjelenik Sailor Mnemosyne is, aki szerint Galaxiának kell megadnia a kegyelemdöfést. Mnemosyne azonban megmenti Sailor Moont, és a többi harcoshoz viszi. Sailor Moon mindkét harcost meggyőzi, hogy nem akar háborút, de ekkor két újabb harcos: Sailor Chi és Sailor Phi érkezik, akik előbb megölik lethe-t és Mnemosyne-t, majd elveszik a Starlights Star Seed-jeit. |          |          |
| 12 | „Act 57” | Stars 8  |
| A három életben maradt harcos tovább folytatja útját Galaxia főhadiszállása felé. Galaxia felfedi, hogy az ő pusztító zafír kristálya és az Ezüstkristály együttes ereje legyőzhetetlenné fogja őt tenni. Az is kiderül, hogy Galaxia valójában a Káosz szolgálója. Eközben a három harcos a csillagok temetőjébe kerül, amelyet Sailor Heavy Metal Papillon őriz. Harcba szállnak vele, és a csata közben megérkezik Chibi Moon és a Sailor Quartet. Ők is elcsodálkoznak Sailor Chibi Chibi Moon-on, fogalmuk sincs, ki lehet ő. Ezután továbbhaladnak és eljutnak a Star gardenbe, ahol Sailor Chi és Sailor Phi támad rájuk. Sailor Moon sikeresen megöli Sailor Phi-t, de még mielőtt végezne Sailor Chi-vel, az halálosan megsebesíti Kakjú hercegnőt. |          |          |
| 12 | „Act 58” | Stars 9  |
| Sailor Moon legnagyobb megdöbbenésére Galaxia palotájának kapujában halottnak hitt harcostársai állnak és az Álarcos Férfi. Ők azonban Galaxia irányítása alatt állnak. Sailor Moon-nak egyenként kell velük felvennie a harcot, bár nem akarja. Végül újult erővel képes legyőzni őket, ám ekkor Galaxia jelenik meg előtte, aki közli vele, hogy most már vele kell összecsapnia. |          |          |
| 12 | „Act 59” | Stars 10 |
| Galaxia és Sailor Moon összecsapnak. Chibi Chibi Moon pedig úgy tűnik, ismeri a jövőt és tudja, hogy a jók fognak győzni. Összecsapásuk során Sailor Moon felülkerekedik, majd üldözőbe veszik Galaxiát. Eljutnak a Galaxy Cauldronhoz, ahová Galaxia beletaszítja az Álarcos Férfit, majd közli vele, hogy innen semmi reménye megmenteni a barátait. Az Álarcos Férfival együtt Chibi Moon is végleg eltűnik. CsibiCsibi, aki nem más, mint Sailor Cosmos, összecsap Galaxiával és a váratlanul megjelenő Káosszal, majd elmondja Sailor Moon-nak, hogy a Káosz elpusztításához el kell pusztítania a Galaxy Cauldront is, különben egyszer újjá fog születni. Ő azonban nem hajlandó ezt megtenni, mert ez mindennek a lassú halálához vezet. Galaxia, aki a Káosz áldozata, végül meghal. Sailor Moon pedig, aki rájön, hogy minden eddigi ellensége a Káosz inkarnációja volt, aláveti magát a Galaxy Cauldronba. |          |          |
| 12 | „Act 60” | Stars 11 |
| Az összes Star Seed felhasználásával Sailor Moon legyőzi a Káoszt, de a Galaxy Cauldron őre, Guardian Cosmos figyelmezteti őt, hogy egy napon visszatérhet és ismét a galaxis meghódítására indulhat. Választást kínál hát: vagy visszatérnek a normális életükbe, vagy legtisztább formájukban ragyogó csillagok maradnak örökre. Sailor Moon az előbbit választja. Minden visszatér a rendes kerékvágásba. Uszagi és Mamoru összeházasodnak, és az is kiderül, hogy Csibiusza már megfogant. |          |          |

## Melléktörténetek
- Lover of Princess Kaguya: a teljes 11. kötetet (később a Short Stories Vol. 2-t) kitöltő történet, mely később a Sailor Moon S film alapját képezte. Cselekményük teljesen megegyezik, a film plakátja pedig a manga borítója.
- Casablanca Memory: Hino Rei élettörténetét dolgozza fel, valamint különös hangsúlyt fektet az apjával való kapcsolatára.
- Parallel Sailor Moon: egy humoros történet, mely a Sailor Moon-univerzum alternatív valóságában játszódik, hőse pedig nem más, mint Uszagi és Mamoru második, kissé ügyetlen gyermeke, Kouszagi.
- Chibiusa's Picture Diary: négy, Csibiuszához köthető történet szerepel ebben a gyűjteményben, ezek a következők:
  - Csibiusza osztályába új lány iratkozik be, akiről hamarosan kiderül, hogy egy vámpír. A történetet a negyedik évad különleges epizódjainak egyikében az anime is feldolgozta.
  - Csibiusza a 902. születésnapjára egy különleges órát kap Mamorutól. Hamarosan kiderül azonban, hogy a szerkezetet gonosz célokkal árusítja valaki.
  - Csibiusza és Uszagi fogai rettenetes állapotban vannak, ezért el kell menniük a fogorvoshoz. Ott azonban rettenetes körülmények közé kerülnek. Az anime 153. epizódja ezt a történetet dolgozza fel.
  - Naru húga és barátnője holdharcosoknak öltöznek, hogy segítsenek egy üzletben. Ténykedésükkel azonban felkeltenek egy alvó szellemet.
- Exam Battles: három melléktörténet jelent meg ebben a kötetben.
  - Az elsőben Makoto, akinek tanulnia kellene, tanulás helyett betéved egy boltba, amit gonosz erők szállnak meg.
  - A másodikban Aminak ismeretlen riválisa jelenik meg, akit Mercuriusnak hívnak, s Ami úgy gyanítja, hogy ő egy ellenség. Ez a történet az alapja az "Ami-chan első szerelme" című SuperS-különkiadásnak.
  - A harmadikban Minako irigyli Rei-t, amiért neki nem kell nagyvizsgát tennie, ezért úgy dönt, kipróbálja magát a katolikus iskola diákjaként, több-kevesebb sikerrel.

## Különbségek a manga és az anime között
Bár nagyjából egy időben készültek, a Sailor Moon manga és anime között jelentős különbségek is megfigyelhetőek. Ennek az ábrázolásmód sajátossága, a televíziós sorozatok igényei, valamint az a tény, hogy a képregényváltozat lassabban készült, volt az oka. Mindazonáltal a befejező történet kivételével többé-kevésbé ugyanazt ábrázolja mindkettő.
A manga az animéhez képest sötétebb és erőszakosabb, ráadásul a halál, az öngyilkosság, és az erőszakos jelenetek is gyakoriak benne. Az anime viszont jóval nagyobb hangsúlyt fektet az egyes gonosz karakterek kidomborítására, és a képregénnyel ellentétben előfordulhat az is, hogy ahelyett, hogy meghalnának, végül megjavulnak.

### Eltérések a Sailor Moon Classic-ban
- Mamoru a mangában középiskolás, az animében egyetemre jár. Utóbbiban ráadásul egyszer sem láthatjuk őt szemüvegben.
- A Dark Kingdom négy tábornoka a mangában valamikor Endymion szolgálatában állt, haláluk után pedig négy drágakőbe költözött a lelkük. A manga során többször megjelennek kisebb szerepekben ezek a kövek. Az animében a négy generális szimplán csak a Dark Kingdom gonosz szolgálója.
- Zoisite és Kunzite közt a mangában nincs homoszexuális kapcsolat, ahogy Nephrite sem szeret bele Naruba.
- Csak az animében kerül megemlítésre a hét szivárványkristály és a hozzájuk köthető szörnyek. A Dark Kingdom már az elejétől az Ezüstkristály után nyomoz.
- A mangában Rei és Mamoru között semmiféle kapcsolat nincs, az animében randevúznak is. Az utóbbi változatban egyébként a lány jelleme teljesen más: harsány és életvidám, szemben az olvasmányos verzió befelé forduló és rejtélyes karakterével.
- A mangában Mamoru már sokkal hamarabb megsejti, hogy Uszagi lehet Sailor Moon, és később le is leplezi magát előtte.
- Az Álarcos Férfi egyetlen rózsát sem dob el a mangában, miközben az animében belépőjeként rendszerint ezt teszi.
- Sailor Venus a mangában azt állítja magáról, hogy ő a keresett hercegnő. Később kiderül, hogy ez nem igaz, csak védelmi célokat szolgált. Ugyanitt ő a harcoslányok vezetője is.
- Az Ezüstkristály előkerülésekor a mangában Mamoru meghal, és gyakorlatilag élőhalott szolgálója lesz a Dark Kingdomnak. Ugyanakkor az animében egyszerűen csak súlyosan megsérül, és a sötét energia segít neki regenerálódni, mely megfertőzi az elméjét.
- A Hold királyságában találnak egy különös kőből készült kardot, amelyet Sailor Venus arra használ, hogy megölje Berylt, majd Sailor Moon azzal végez a már teljesen agymosott Endymionnal, s azzal lesz öngyilkos is. Az animében sem a szerelmesek halála, sem a kard nem található meg.
- A mangában Metalia az igazi ellenség, ugyanis ott nem fuzionál Beryllel, hanem elszabadul, és magába olvaszt mindent és mindenkit, aki az útjába kerül. Sailor Moon már a belsejében végez vele, ahogy megtalálja Kunzite útmutatásai alapján a gyenge pontját.
- Metalia halála után a mangában újjáéled az Ezüst Millennium, de Uszagi nem szeretne uralkodó lenni, inkább a földi életet választja. Cserébe az új holdjogart már a befejezéskor megkapja. Az animében a helyzet bonyolultabb: a győzelem után mindannyian meghalnak, de Sailor Moon utolsó kívánságával az Ezüstkristálytól csak egy átlagos lány életét kívánja, mely teljesül is – cserébe minden emléküket elveszítik a harcokról.

### Eltérések a Sailor Moon R-ben
- Az anime rögtön egy 13 részes bevezető al-évaddal nyit, melyre azért volt szükség, hogy kitöltsék a manga megrajzolásához szükséges időt. Így Eiru és An csak az animében szerepelnek, ahogy a Holdfénylovag is, és az emlékeik visszaszerzése is anime-exkluzív.
- Pontosan az időhúzás miatt az új holdjogart a kitöltő epizódokban kapja meg Sailor Moon, méghozzá Serenity királynőtől. A mangában az ő és Mamoru szerelmének erejéből képződik a fegyver.
- Az Ajakasi Nővérek az animében megjavulnak, és normális földi lányok lesznek, míg a mangában a harcosok végeznek velük. Ugyanakkor ugyanitt egyesével elrabolják a harcoslányokat (Sailor Venus kivételével), hogy Sailor Moon-t a Nemezisre csalhassák.
- Csibiusza életkora a mangában közel 900 év, az animében viszont nagyjából a kinézetének megfelelően átlagos, ekkoriban 5-6 éves. A rajzfilmváltozatban ráadásul nem nyilvánvaló, hogy nála van a jövőbeli Ezüstkristály, mert az ott eltűnik, és csak a legvégén kerül elő a könnyeiből – a mangában azonban mindig magánál hordja, bár használni nem képes.
- Az animében Csibiuszának rejtett belső ereje van, ami olyankor nyilvánul meg, ha veszélyben érzi magát. Ez az erő képes leblokkolni az ellenségeket is.
- A mangában Diana cica már itt bemutatkozik, az animében erre még várni kell a negyedik évadig.
- Zafír karaktere az animében sokkal jóságosabb, józanul és megfontoltan gondolkodik. A mangában viszont haragszik Sailor Moon-ra, mert Gyémánt herceg szerelmes a jövőbeli énjébe, és attól fél, hogy ez meghiúsítja terveit. Ugyanitt ő és bátyja is Wiseman hipnózisának hatása alá kerülnek, de Gyémánt hercegre végül nem hat az átok, ezért kénytelen megölni Zafírt.
- Black Lady a mangában elrabolja az Álarcos Férfit, és agymosásnak veti alá, hogy csak őt szeresse, és segítsen neki megszerezni a másik Ezüstkristályt.
- Sailor Pluto a mangában sokkal kidolgozottabb karakter, és hogy megakadályozza a világ pusztulását, megállítja az időt, ezzel a saját halálát okozva.
- Hogy hogyan változik vissza Black Lady Csibiuszává, az is eltérő a két változatban. A mangában Sailor Pluto, egyetlen barátja halála váltja ki nála azt az érzelmi sokkot, ami megtöri a varázst, majd nem sokkal később valódi ereje is életre kel, és Sailor Chibi Moon lesz belőle. Az animében azonban Sailor Moon lesz az, aki visszatéríti őt, és itt nem lesz belőle harcos sem – egyelőre.
- A mangában Sailor Moon egyszer sem változik át Neo-Queen Serenity alakjába, viszont találkozik jövőbeli önmagával.

### Eltérések a Sailor Moon S-ben
- Az animében az új holdjogar Mamoru és Uszagi egymás iránt érzett szerelméből születik. A mangában viszont Neo-Queen Serenity adja át Sailor Moon-nak.
- A mangában Csibiusza távozása után sokkal hamarabb visszatér a múltba, mint az animében, hogy harcosnak tanuljon.
- Szó sincs tiszta szívek kereséséről, és a három talizmán helyett is csak egyet keresnek a mangában: Sailor Uranus és Neptune már tudják, hogy kettő náluk van.
- Ugyanitt a két új harcos a kezdetektől ellenségesen viszonyul a többiekhez, kivéve Uszagihoz és Mamoruhoz. Civilben ez féltékenységet is okoz kettejük között.
- Hogy Haruka valójában nő, az az animében civil formáját látva is nyilvánvalóvá válik a lányok számára – a mangában ez nem ennyire egyértelmű, itt sokkal férfiasabb külsőt kapott civilben.
- Sailor Uranus és Neptune elfogadják Sailor Moon-t, mint hercegnőt, megmentőként, a mangában nem kell bizonyítania rátermettségét, mint az anime utolsó előtti részében.
- Az anime démonjai teljesen mások és szerepük is más. Egyetlen epizódban, a 106. részben láthatunk egy olyan szörnyet, mely megegyezik a manga lényeivel.
- A Witches 5 boszorkányainak mindössze rövid tündöklés jut a mangában, Kaolinite azonban, mint Kaori, sokkal sötétebb és gonoszabb itt, egyfajta vezéralak.
- Az animében a három talizmán együttesen adja ki a Szent Grált. A mangában viszont Sailor Saturn ébred fel tőlük, a grál a harcosok egyesített erejéből születik.
- Hotaru a mangában félig ember, félig gép, apja ördögi kísérleteinek köszönhetően.
- Tomoe professzor az animében túléli az eseményeket, és egy rész erejéig az ötödik évadban is felbukkan.
- A mangában Sailor Pluto feltámad és reinkarnálódik a Földön, majd segít a harcoslányoknak. A befejezéskor az ő ereje szükséges ahhoz, hogy lezárják a gonoszok eljöveteléért felelős kaput. Az animében meghal ebben az évadban, mert megállítja az időt, hogy ezzel megmentse Sailor Uranus-t és Neptune-t; de kiderül, hogy módjában áll feltámadni.
- Nemcsak Sailor Moon, hanem a többi harcos is megkapja újabb formáját a mangában, ráadásul egy második Szent Grál segítségével Chibi Moon is erősebb lesz.
- Master Pharaoh 90 a mangában sokkal félelmetesebb ellenség, és itt az alakját is láthatjuk. Az animében azonban rettentően kidolgozatlan ellenfél.

### Eltérések a Sailor Moon Super S-ben
- Az anime jóval vidámabb körítést kapott, míg a manga, a szokásokhoz híven, eléggé sötét lett.
- A mangában Mamoru egészsége a kezdetektől megromlik, és fekete vért köhög fel, később Uszagi is elkapja a kórt. Mindez a Dead Moon Circus mesterkedéseinek köszönhető.
- Az anime negyedik évada teljes egészében mellőzi a külső holdharcosok szerepeltetését, csak a speciális epizódokban és a mozifilmben jelennek meg (kivéve Sailor Saturn-t).
- Hotaru a mangában Haruka, Micsiru, és Szecuna otthonában nevelkedik, és meglehetősen gyorsan felnő. Ő adja át a külső holdharcosoknak szuperképességeiket.
- Ugyancsak a mangában Hotarunak megérzései, víziói támadnak.
- Az Amazon Trio egyáltalán nem kap jelentősebb szerepet a mangában, mert ott csak az Amazoness Quartet által megbűvölt háziállatok.
- Az Amazoness Quartet a mangában nem más, mint Sailor Chibi Moon jövőbeli harcoscsapata, akiket az ellenség kerített a hatalmába. Az animében azonban egyszerűen csak artistalányok, akik örökre gyerekek szeretnének maradni.
- Artemis és Diana a mangában láthatóak emberi alakban, akárcsak az animében kidolgozatlan hollók, Phobos és Deimos.
- Halszem az animében transzszexuális karakterként van ábrázolva.
- A mangában a keresett Aranykristály Mamoru testében van, az animében Héliosz fején található.
- Ugyancsak a mangában a harcosok új alakot nyernek el a történet végén.
- Az animében Nehellénia háttértörténete kidolgozottabb, és felfedezhető benne némi jóság, amely megmenti őt a végén. Ezzel szemben a mangában tisztán gonosz, aki átkot bocsát a földiekre, és itt meg is hal.

### Eltérések a Sailor Moon Sailor Stars-ban
- Az animében hat részes összekötő al-évad látható, melyben Nehellénia történetének folytatását láthatjuk. Értelemszerűen a mangában ez nem jelenik meg, de több, ott már szerepelt elemet átvesz: Eternal Sailor Moon átváltozását, a külső holdharcosok újra megjelenését.
- Bár az animében újra megjelennek, a külső holdharcosok, egészen a végkifejletig, nem játszanak különösebb szerepet, leszámítva Sailor Saturn újraébredésének indítékát.
- A Sailor Starlights az animében főszereplővé lépett elő, a mangában viszont csak mellékszereplők. Ugyancsak az animéban fordul az elő, hogy átváltozásukkor nemet váltanak – a mangában minden formájukban nők.
- A manga sokkal több Sailor Animamate-et szerepeltet, mint az anime.
- Kakjú hercegnő is egy harcos a mangában, míg az animében ez nincs így.
- Sailor Chibi Moon a manga végén visszatér a jövőbeli Sailor Quartet segítségével, hogy segítsen Sailor Moon-on.
- A holdharcosok a mangában sokkal gyorsabban és drámaian halnak meg, mint az animében, ahol gyakorlatilag csak a végső küzdelem során esnek el.
- A mangában a Sailor Starlights csapat is meghal.
- Mamoru halála miatt Sailor Chibi Moon is megszűnik létezni mindkét verzióban, de mivel az animében Csibiusza mindvégig a jövőben marad, ez nem derül ki; a mangában a végső ütközet során derül ez ki.
- CsibiCsibi az animében csak szavakat tud ismételgetni, de a mangában később rendesen beszél.
- A mangában a végső ütközetre a galaxis szívében kerül sor, ahová az űrön keresztül utaznak. Itt Sailor Moon több olyan kalandba is keveredik, ami az animéből teljesen kimaradt.
- Galaxia palotájánál az agymosott Álarcos Férfi és a szintén ellenségessé tett harcoslányok támadnak Sailor Moon-ékra.
- A mangából kiderül, hogy az összes eddigi főellenség a Káosz valamilyen megjelenési formája volt. A Káosz ki akart törni magányosságából, ezért akarta mindenáron, gonoszsággal megszerezni az Ezüstkristály erejét.
- Ugyancsak a mangából derül ki, hogy a galaxisban gyakorlatilag végtelen számú holdharcos lehet.
- A három macska meghal a mangában, de az sosem derül ki, hogy végül feltámadnak-e.
- CsibiCsibi karaktere egész más a két történetben. A mangában ő Sailor Cosmosnak, egy jövőbeli harcosnak az álcázott megjelenési formája. A jövő világában ugyanis a Káosz elpusztít szinte mindent, de ő nem mert vele szembenézni, ezért inkább visszatért a múltba, hogy végezzen a Galaxy Cauldron-nal, hogy megakadályozza a jövőbeli tragédiát. Az animében CsibiCsibi nem más, mint Sailor Galaxia Star Seed-je, a benne lakozó jó utolsó megtestesülése.
- Az anime egyszerű befejezéséhez képest a mangában láthatjuk Uszagi és Mamoru esküvőjét.